# Sieciarki
Sieciarki, sieciarki właściwe – grupa około 6000 gatunków drapieżnych owadów o przeobrażeniu zupełnym, przezroczystych i bogato użyłkowanych skrzydłach, klasyfikowana w randze rzędu Neuroptera (s. str.), który wraz z wielbłądkami (Raphidioptera) i wielkoskrzydłymi (Megaloptera) jest zaliczany do kladu owadów siatkoskrzydłych Neuropterida.

## Taksonomia
Tradycyjnie rozumiany rząd Neuroptera (sensu lato) obejmował wszystkie trzy wyżej wymienione grupy owadów siatkoskrzydłych, w randze podrzędów, przy czym sieciarki były wówczas określane nazwą Planipennia. W artykule przyjęto klasyfikację za Aspöck i inni (2001), w której Megaloptera, Neuroptera i Rhaphidioptera stanowią odrębne rzędy owadów i w tym znaczeniu Planipennia rozumiane jest jako synonim Neuroptera s. str.

## Zasięg występowania i biotop
Sieciarki są rozprzestrzenione po całym świecie. Występują na wszystkich kontynentach (poza Antarktydą) i wielu wyspach oceanicznych, w różnych strefach klimatycznych. Zamieszkują lasy, zarośla i łąki. Pokolenie jesienne często zimuje w domach. 
Około 250 gatunków występuje na obszarze Europy. Według danych z 2007 roku w Polsce stwierdzono występowanie 86 gatunków.

## Cechy morfologiczne

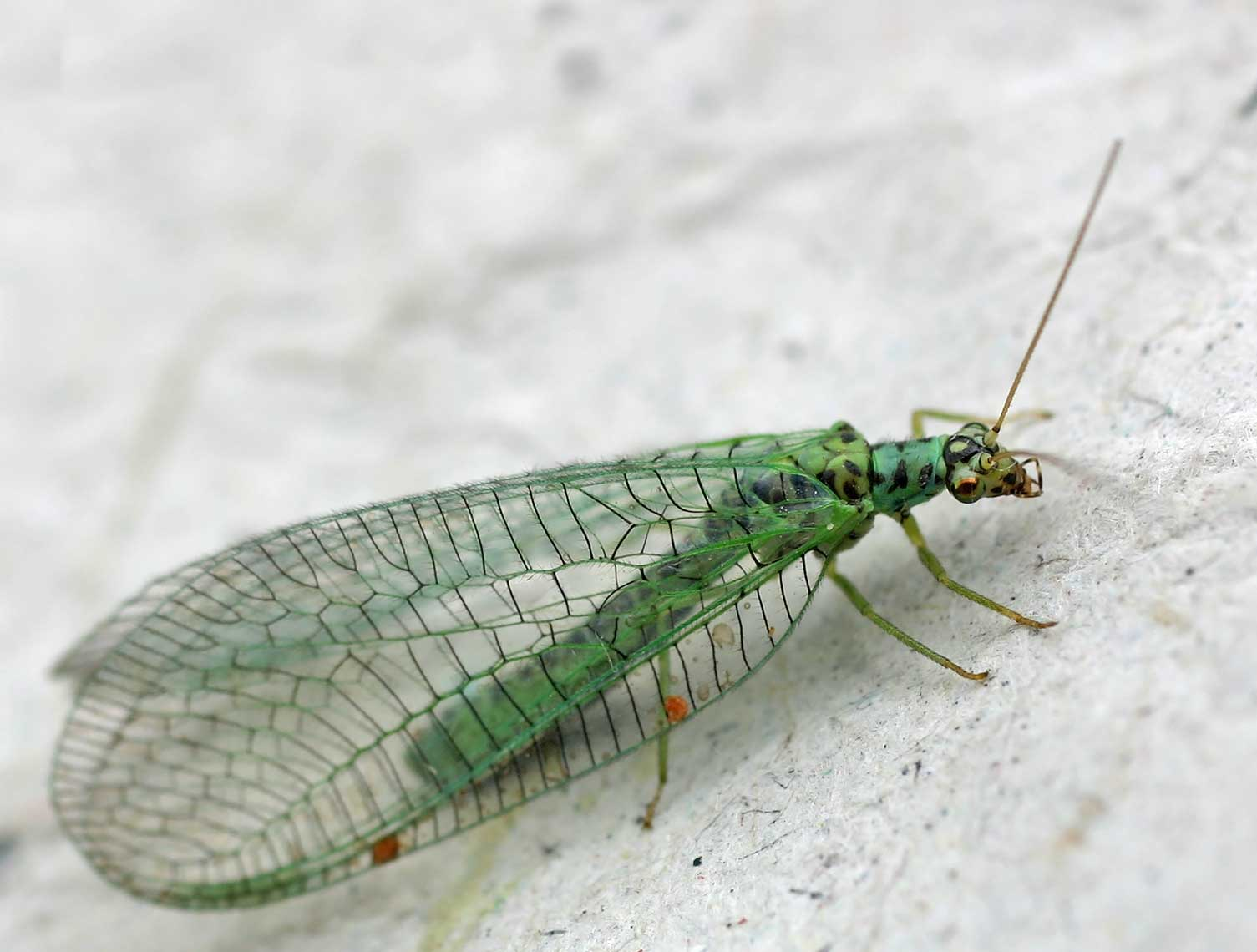
Chrysopa perla

Są to owady przeważnie delikatnej budowy, bardzo zróżnicowane pod względem morfologicznym, ekologicznym i biologicznym. Osobniki dorosłe mają dwie pary błoniastych, zwykle przezroczystych skrzydeł o bardzo gęstym użyłkowaniu, zredukowanym jedynie u bielotkowatych. Przedtułów jest ruchliwy, pierścienie tułowia zróżnicowane, natomiast nogi są słabo zróżnicowane, zakończone 5-członową stopą, przystosowane do chodzenia, a u niektórych gatunków również do łapania ofiary. Skrzydła pierwszej i drugiej pary są podobnej wielkości i kształtu, z wyjątkiem  Nemopteridae, u których są nitkowato wydłużone, oraz tych gatunków, u których druga para skrzydeł jest silnie zredukowana lub jej brak. W czasie spoczynku skrzydła są dachówkowato składane wzdłuż ciała. Nie łączą się w locie. Długość przednich skrzydeł u najmniejszych przedstawicieli wynosi 2 mm, a u największych sięga 80 mm.

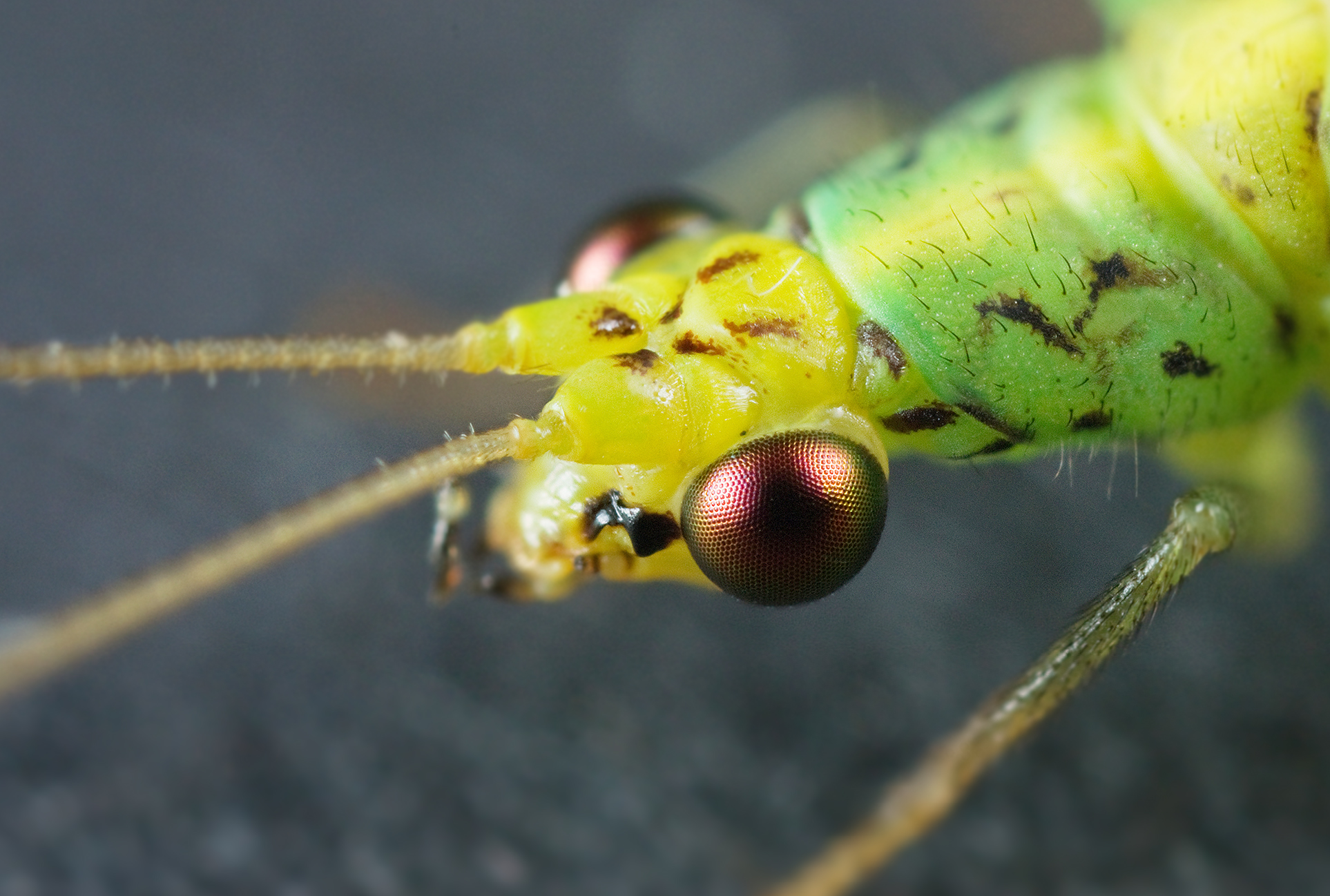
Głowa Chrysopa sp.

Głowa szeroka i krótka, zwykle ortognatyczna. 
Duże, półkoliste oczy złożone położone są po bokach głowy. Przyoczka zwykle nie występują (wyjątkiem są strumycznikowate). Aparat gębowy typu gryzącego lub kłująco-ssący, wyspecjalizowany. 
Czułki różnej długości, wieloczłonowe, zwykle nitkowate, u Dilaridae grzebykowate, u niektórych Mantispidae blaszkowate. Czułki żupałkowatych i mrówkolwowatych są buławkowato zakończone. 
Ciało bielotkowatych jest pokryte białym lub szarawym, woskowym nalotem.

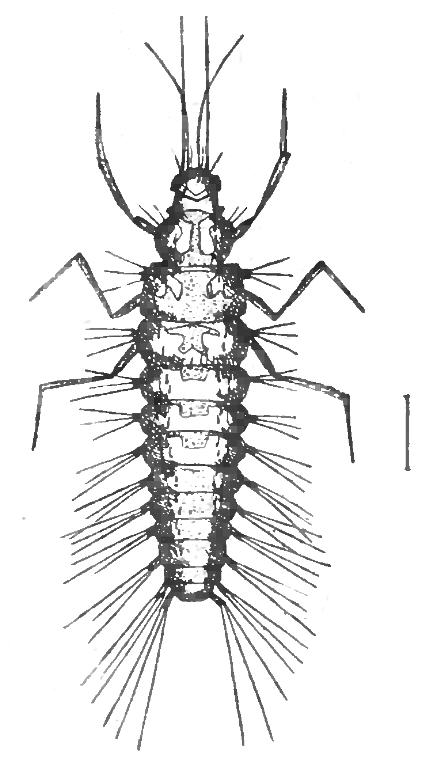
Larwa Sisyra sp.

## Biologia i ekologia
Sieciarki są zwierzętami jajorodnymi, zasadniczo lądowymi. Larwy okudlicowatych i Nevrorthidae wtórnie przystosowały się do życia w wodzie. 
Neuroptera przechodzą przeobrażenie zupełne (występuje stadium poczwarki, larwy nie są podobne do osobników dorosłych). W rozwoju larwalnym występuje od 2 do 9 stadiów. Dojrzałe larwy wszystkich sieciarek oraz osobniki dorosłe złotookowatych z rodzaju Chrysopa są drapieżne, mają silnie rozwinięte żuwaczki. Larwy niektórych mrówkolwowatych budują w piasku pułapki, w których łapią zdobycz. 
Zimują najczęściej przedpoczwarki, rzadziej imagines (np. Chrysoperla) lub larwy, wyjątkowo zimowa diapauza następuje w stadium jaja lub poczwarki.

## Klasyfikacja
Klasyfikacja sieciarek w początkach XX wieku opierała się na kryteriach paleontologicznych. Później przyjęto kryterium użyłkowania skrzydeł gatunków współcześnie żyjących i wymarłych. Dopiero około 1925 roku C. L. Withycombe skierował uwagę badaczy na rozwój larwalny sieciarek i ich budowę wewnętrzną jako kryteria filogenetyczne.

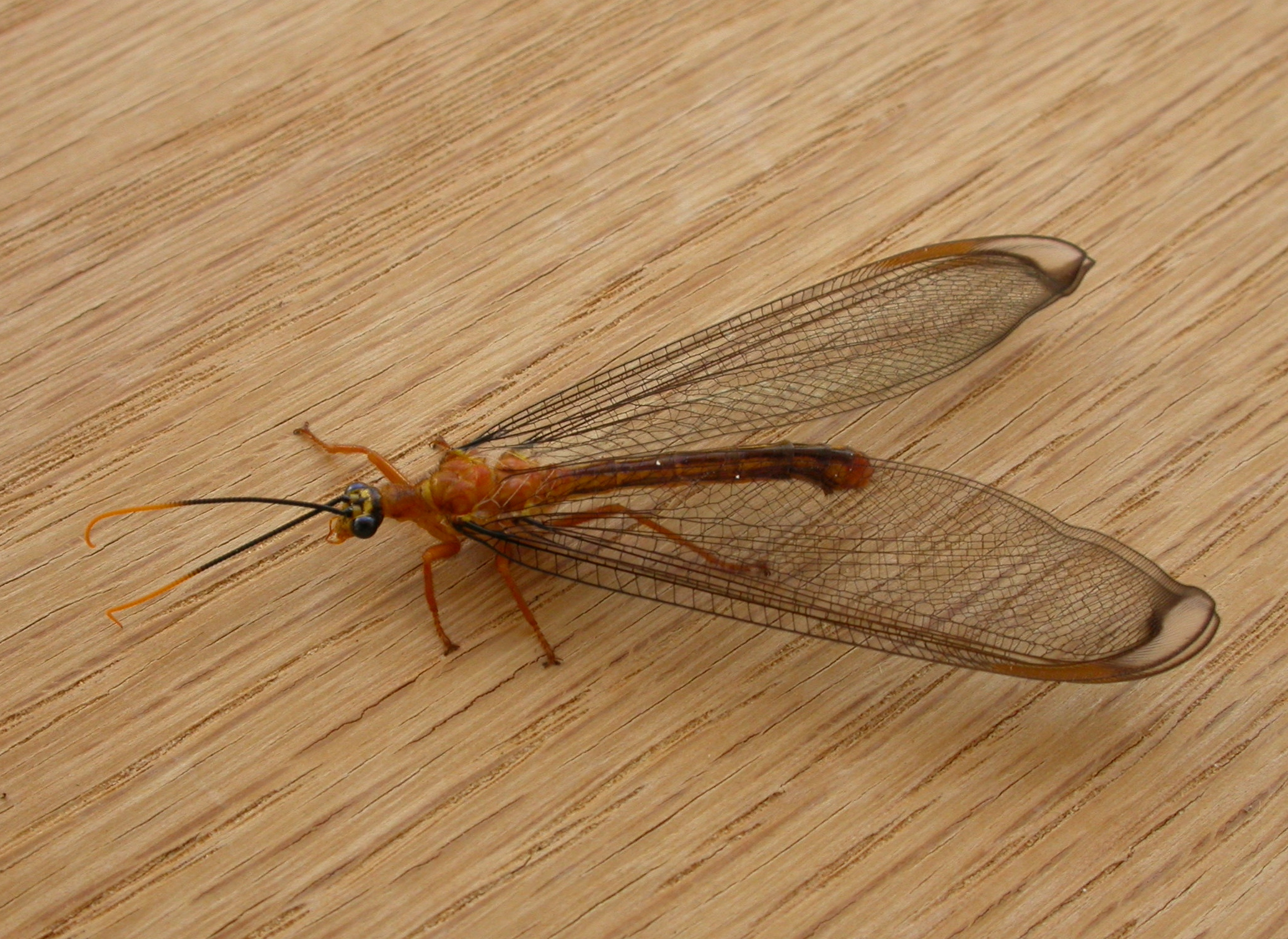
Nymphes myrmeleonides

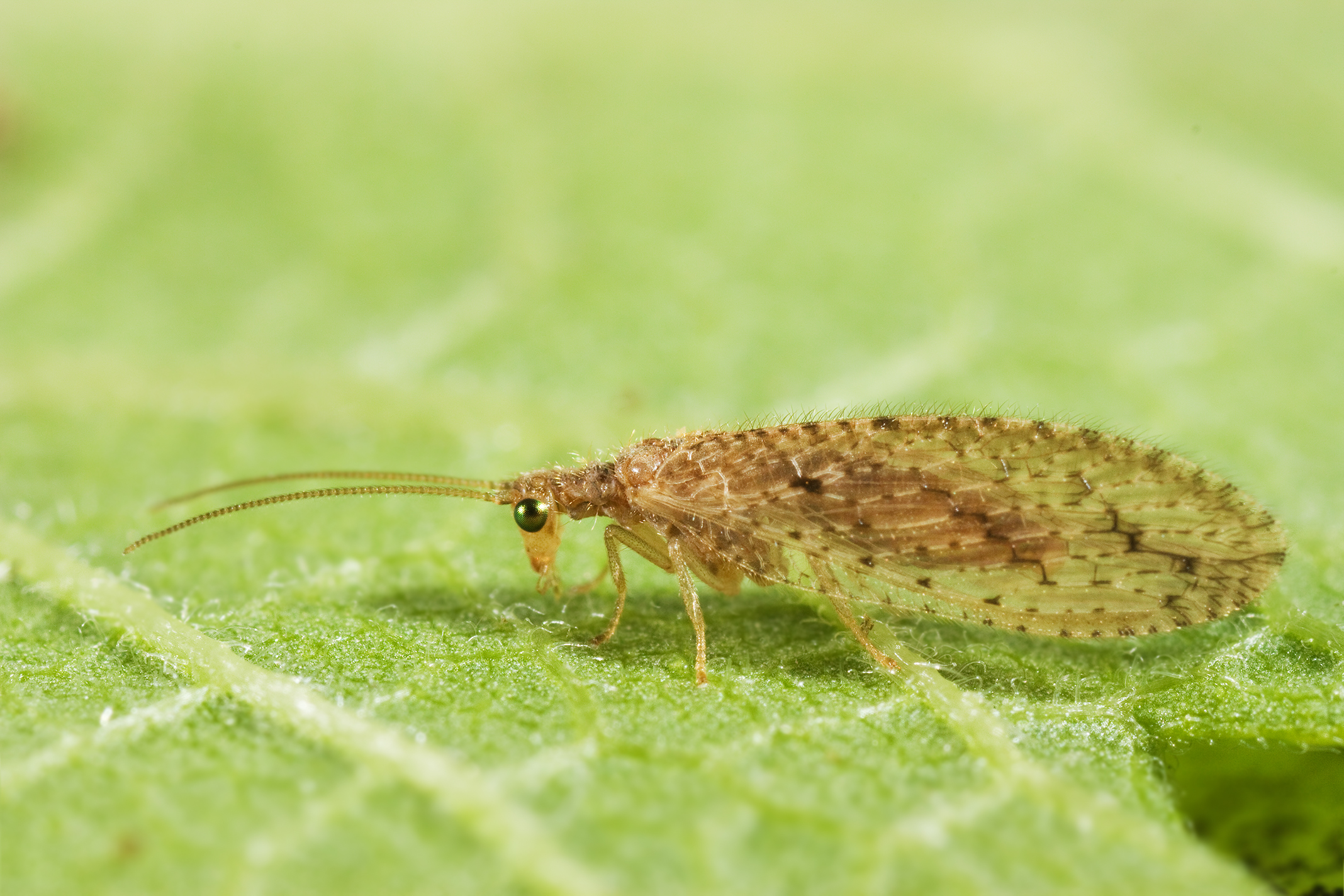
Oedomylus sp.

W 1964 E. G. MacLeod porównał budowę głowy i szyjki larw badanych gatunków i wyodrębnił większość współcześnie uznawanych rodzin. Zostały one zgrupowane w trzech podrzędach:
- Nevrorthiformia – grupa bazalna,
- Hemerobiiformia – obejmuje sieciarki, których larwy mają głowę o bardziej prymitywnej ewolucyjnie budowie,
- Myrmeleontiformia – głowa larwy charakteryzuje się wysoko wyspecjalizowaną budowę.

### Wybrane rodziny
Gatunki występujące na obszarze Polski są zaliczane do następujących rodzin:
- Ascalaphidae – żupałkowate
- Chrysopidae – złotookowate
- Coniopterygidae – bielotkowate
- Hemerobiidae – życiorkowate
- Myrmeleonidae – mrówkolwowate
- Osmylidae – strumycznikowate
- Sisyridae – okudlicowate